# Junges Irland

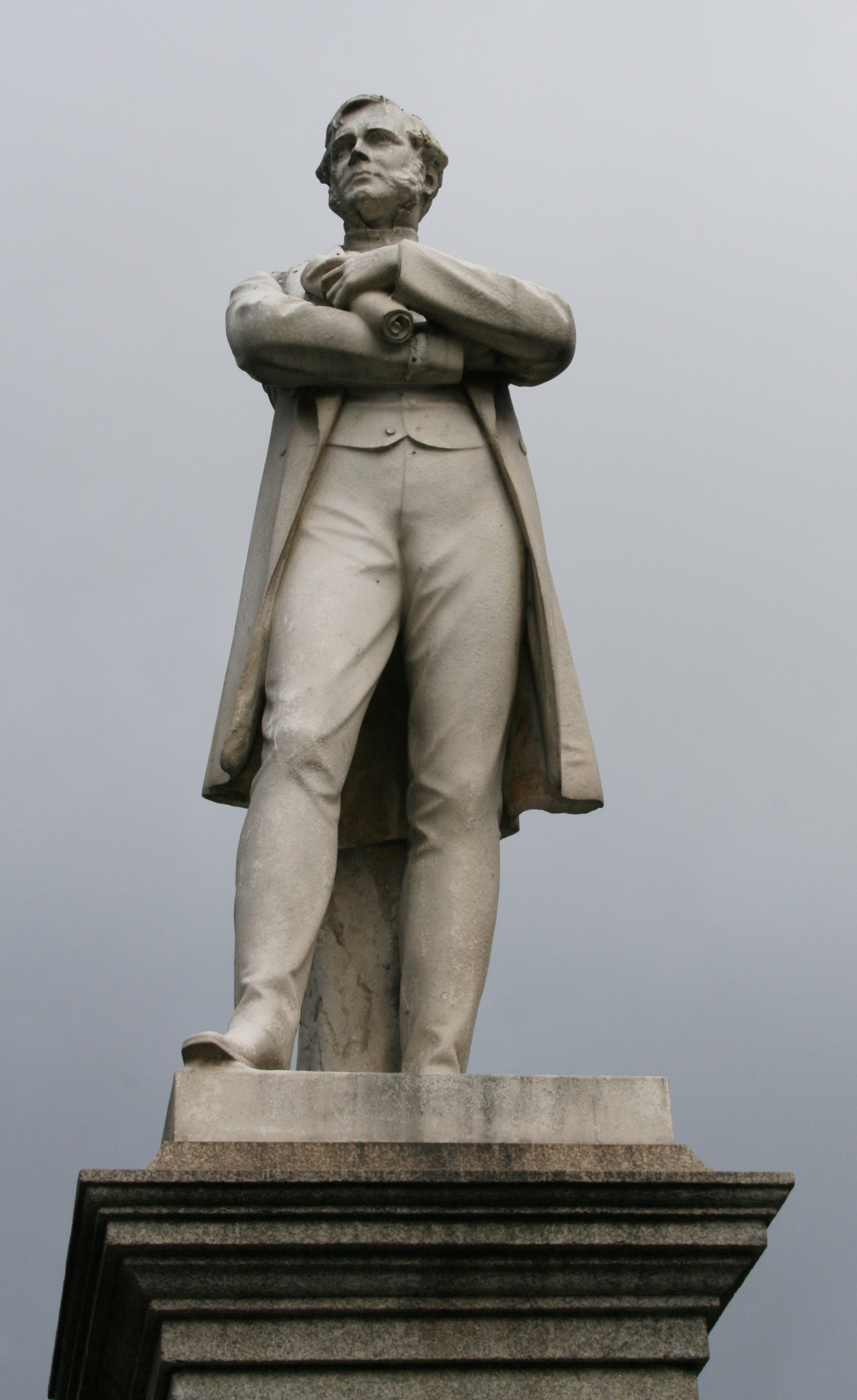
Von Thomas Farrell erschaffene Statue des Anführers des Jungen Irland, William Smith O’Brien in Dublin

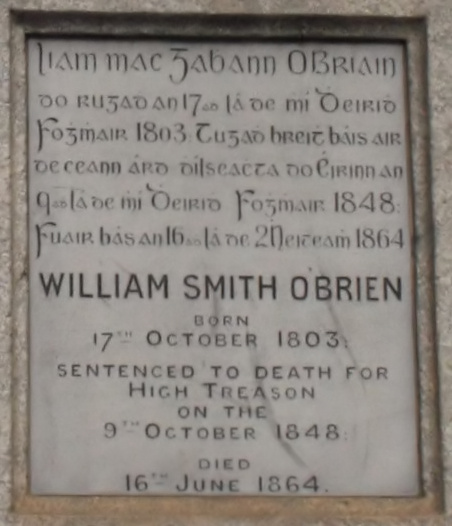
Inschrift Sockel

Young Ireland (irisch Éire Óg ‚Junges Irland‘) war eine revolutionäre nationalistische Bewegung in Irland, welche 1848 die Unabhängigkeit Irlands von Großbritannien erkämpfen wollte.

## Geschichte

### Die Ursprünge der Bewegung und die Ursachen des Aufstandes
Irland stand damals seit Jahrhunderten unter englischer Fremdherrschaft; mit dem Act of Union 1800 war es in das Vereinigte Königreich von Großbritannien und Irland eingegliedert worden. In Irland gab es Bestrebungen, die Union zu verlassen, namentlich seitens der von Daniel O’Connell geführten Repeal Association und der 1842 von Charles Gavan Duffy gegründeten Zeitung The Nation. Aus diesen Bestrebungen ging das Junge Irland hervor.
Daniel O’Connell zögerte hierbei, Gewalt einzusetzen; die katholische Kirche lehnte den Einsatz von Gewalt ebenfalls ab. Die Anhänger des Jungen Irland, angeführt von William Smith O’Brien (1803–1864), sahen es dagegen als ihre Pflicht, auch auf militante Weise für die irische Unabhängigkeit zu streiten. Denn sie waren überzeugt, dass nur dies Großbritannien zum Einlenken bewegen könne. Die Große Hungersnot in Irland von 1845 bis 1849, bei der die britische Regierung kaum Hilfe leistete, sondern im Gegenteil auf dem Höhepunkt der Not Getreide aus Irland nach Großbritannien ausführen ließ, gab dem irischen Nationalismus neue Nahrung. Der Hass auf Großbritannien wuchs, da die meisten Iren die Hungersnot auf die Ausbeutung Irlands zurückführten und die britische Reaktion auf die Not als hart und unmenschlich empfanden.
Im Jahre 1848 kam es zudem in mehreren europäischen Ländern zu Revolutionen. Allerorten schien der Tag gekommen, die alten Herrschaftsverhältnisse zu stürzen, auch in Irland.

### Der Aufstand des Jungen Irland
Vor diesem Hintergrund rechneten die Young Irelanders mit einem massenhaften Zulauf aus der Bevölkerung. So wagten sie es 1848, die Unabhängigkeit Irlands gewaltsam zu erkämpfen. Der Aufstand des Jungen Irland erreichte seinen Höhepunkt am 29. Juli 1848 unweit des Dorfes Ballingarry im County Tipperary mit einem Gefecht mit einer Einheit der Royal Irish Constabulary, das die Sieger später spöttisch als The Battle of widow McCormack’s cabbage patch („Die Schlacht auf dem Kohlacker von Witwe McCormack“) bezeichneten. Trotz der Tapferkeit der von William Smith O’Brien, John Blake Dillon (1814–1866), Terence McManus (um 1811–1861) und James Stephens (1824–1901) geführten Schar wurde der Aufstand von der Royal Irish Constabulary schnell niedergeschlagen. Bis zum Herbst 1848 waren fast alle Anführer des Jungen Irland gefasst und im Gefängnis, sofern sie sich nicht ins Ausland hatten retten können.

### Die Gründe für das Scheitern des Aufstandes
Dass der Aufstand scheiterte, lag zum einen daran, dass die Aufständischen spärlich ausgerüstet und schlecht organisiert waren. Zum anderen blieb die erhoffte Unterstützung durch die Bevölkerung weitgehend aus. Nach drei Hungerjahren waren die meisten Iren ganz vom Kampf um ihr Überleben in Beschlag genommen und kaum in der Verfassung für einen bewaffneten Aufstand.
Darüber hinaus konnte das Junge Irland nur wenige irische Bauern (die den Großteil der Bevölkerung ausmachten und mehrheitlich Pächter englischer, teilweise auch irischer Landlords waren, von denen sie sich ausgebeutet fühlten) für sich mobilisieren. Denn das Junge Irland stand eher für ein nationales als für ein soziales Anliegen. Auf das Elend der Pächter, die drückende Abgaben leisten mussten, gingen die Forderungen des Jungen Irland kaum ein. William Smith O’Brien war selbst ein Protestant und Landeigentümer, der sowohl in Irland als auch in Großbritannien Landgüter besaß. Dies disqualifizierte ihn aus Sicht Vieler als Vertreter der irischen Anliegen.

## Nachleben
Trotz – oder wegen? – ihres Scheitern wurden die Männer des Jungen Irland und ihre Opferbereitschaft im Laufe der zweiten Hälfte des 19. und im frühen 20. Jahrhundert in Irland zu einem Leitbild, ja zu einem Mythos.

“It would be foolish to condemn the men of 1848 as of no account because their venture ended in fiasco. Their physical revolution may have foundered in the Widow McCormack’s cabbage patch but their ideological revolution lived on long after they were gone.”

„Es wäre kurzschlüssig, die Männer von 1848 als belanglos abzutun, weil ihr Wagemut in einem Fiasko endete. Ihre physische Revolution mag auf Witwe McCormacks Kohlacker fehlgeschlagen sein. Ihre ideologische Revolution jedoch lebte fort, lange nachdem sie nicht mehr waren.“

Die heutige Flagge Irlands (Trikolore) wurde erstmals vom Jungen Irland als solche verwendet.